# Huperzia laipoensis
Huperzia laipoensis är en lummerväxtart som beskrevs av Ren Chang Ching. Huperzia laipoensis ingår i släktet lopplumrar, och familjen lummerväxter. Inga underarter finns listade i Catalogue of Life.